# Pentagone
Pour les articles homonymes, voir Pentagone (homonymie).
En géométrie, un pentagone est un polygone à cinq sommets, donc cinq côtés et cinq diagonales.
Un pentagone est soit simple (convexe ou concave), soit croisé. Le pentagone régulier étoilé est le pentagramme.

## Étymologie
Le terme « pentagone » dérive du latin pentagonum de même sens, substantivation de l'adjectif pentagonus, lui-même emprunté au grec ancien, πεντάγωνος (pentágônos), « pentagonal », « qui a cinq angles, cinq côtés »,. Le terme grec est lui-même construit à partir de πέντε (pénte), « cinq », et γωνία (gônía), « angle ».
Le terme grec apparaît dans le livre IV des Éléments d'Euclide, probablement écrit vers 300 av. J.-C., qui traite des figures inscrites ou circonscrites, en particulier des polygones réguliers.

## Généralités

### Pentagones quelconques
La somme des angles internes d'un pentagone simple (dont les arêtes ne se croisent pas) est égale à 540°. Cette égalité n'est pas vérifiée si le pentagone n'est pas simple.

Pentagone convexe quelconque
Pentagone concave quelconque
Pentagone concave dont l'un des sommets est lié aux quatre autres
Pentagone croisé quelconque
Pentagone convexe équilatéral
Pentagone concave équilatéral
Pentagone convexe équiangle

### Pentagones inscriptibles
Un pentagone inscriptible est un pentagone pour lequel existe un cercle circonscrit, passant par ses cinq sommets.
L'aire d'un pentagone inscriptible peut être exprimée comme la racine carrée de l'une des racines d'une équation du septième degré (en) dont les coefficients sont fonction des côtés,,.
Un pentagone inscrit dont les arêtes et l'aire sont des nombres rationnels est appelé pentagone de Robbins. Les longueurs de ses diagonales sont soit toutes rationnelles, soit toutes irrationnelles ; on conjecture qu'elles doivent être toutes rationnelles.

Pentagone inscriptible convexe quelconque et son cercle circonscrit.
Pentagone de Robbins, de côtés 26, 80, 72, 136 et 154, et d'aire 13 104.

### Deux pentagones réguliers

Pentagramme inscrit dans un pentagone régulier convexe.

Pentagone obtenu en faisant un demi-nœud avec une feuille rectangulaire.

Un pentagone régulier est un pentagone dont les cinq côtés sont de même longueur et dont les cinq angles internes sont de même mesure. Il en existe deux types :
- le pentagone régulier convexe, généralement appelé simplement « pentagone régulier » ;
- le pentagone régulier étoilé, ou pentagramme, en forme d'étoile à cinq branches.

Les diagonales d'un pentagone régulier convexe de côté a forment un pentagramme de côté φ a, où φ est le nombre d'or.
Il est possible de construire les deux pentagones réguliers à la règle et au compas. De nombreuses méthodes existent, l'une d'elles étant déjà connue d'Euclide au IIIe siècle av. J.-C.
Une méthode par pliage simple permet de construire un pentagone régulier : il suffit de prendre une bande de papier suffisamment longue, d'initier une boucle, d'y passer une extrémité et de serrer en ajustant[réf. souhaitée].

Symbole pentagonal

## Usages

### Graphes
Le graphe complet K5 est souvent dessiné sous forme d'un pentagramme inscrit dans un pentagone régulier convexe. Ce graphe représente également la projection orthogonale des 5 arêtes et 10 sommets du pentachore, un polytope régulier convexe en dimension quatre.

Projection orthogonale d'un pentachore
Projection orthogonale d'un 5-cellules rectifié

### Pavages
Il n'est pas possible de paver le plan euclidien par des pentagones réguliers convexes. Il est en revanche possible de le paver par des pentagones quelconques. En 2015, on connait 15 types de pavages pentagonaux isoédriques, c'est-à-dire employant un même type de tuile. On ignore s'il en existe d'autres.

L'agencement le plus dense connu de pentagones réguliers convexes de même taille sur un plan est une structure couvrant 92,131 % de ce plan.
Les 15 pavages pentagonaux connus en 2015.

### Polyèdres
Il existe plusieurs polyèdres dont les faces sont des pentagones :
- le dodécaèdre régulier comporte 12 pentagones réguliers convexes ; il s'agit d'un solide de Platon ;
- le pyritoèdre possède 12 faces pentagonales identiques, mais pas forcément régulières ;
- l'icositétraèdre pentagonal est constitué de 24 faces pentagonales irrégulières ; c'est un solide de Catalan ;
- l'hexacontaèdre pentagonal, comportant 60 faces pentagonales irrégulières ; c'est également un solide de Catalan ;
- le trapézoèdre tronqué (en), troncature d'un trapézoèdre à 2n faces, comporte 2n pentagones. Le trapézoèdre pentagonal tronqué, issu d'un trapézoèdre pentagonal, est entièrement constitué de 12 pentagones. S'il est régulier, c'est un dodécaèdre régulier.

Dodécaèdre régulier
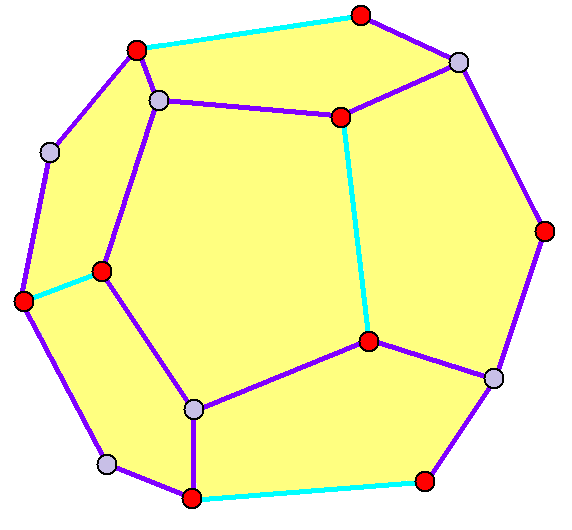
Pyritoèdre
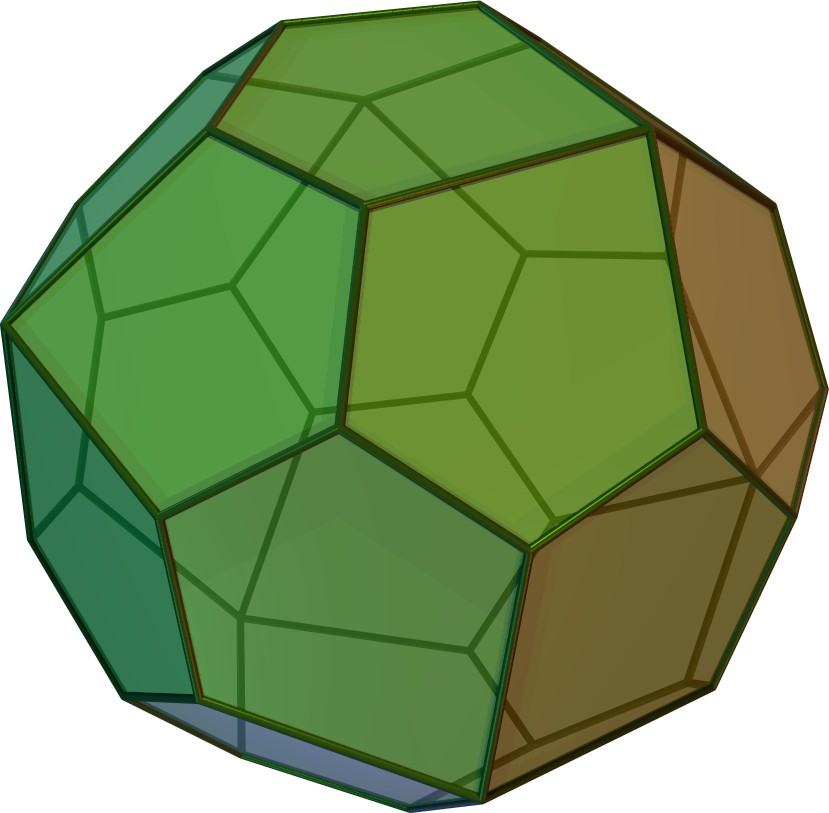
Icositétraèdre pentagonal
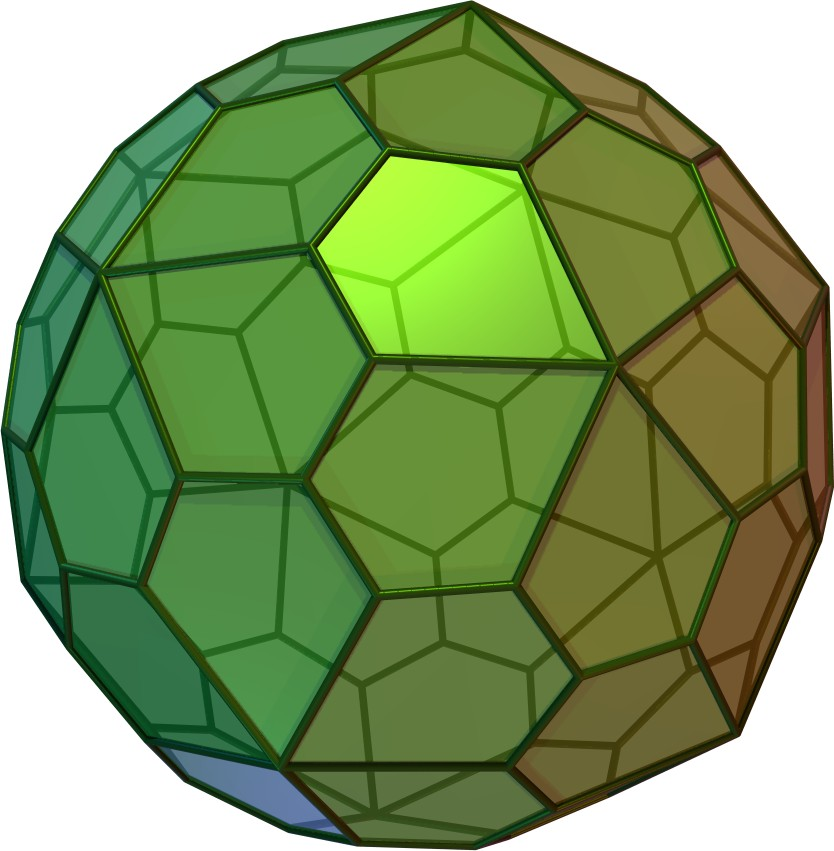
Hexacontaèdre pentagonal